# Notograptidae
Notograptidae é uma família de peixes da subordem Percoidei, superfamília Percoidea.

## Lista de géneros
Segundo ITIS:
- género Notograptus Günther, 1867